# تساغکاشن، آراگاتسوتن
تساغکاشن (به ارمنی: Ծաղկաշեն) یک شهرک در ارمنستان است که در استان آراگاتسوتن واقع شده‌است.  در  کیلومتری شمال آشتاراک، مرکز استان آراگاتسوتن واقع شده است.

## خصوصیات
تساغکاشن ۶۰۰ نفر جمعیت دارد و در ارتفاع  متر بالاتر از سطح دریا قرار گرفته است.